# Katsuura (Tokushima)
Ne pas confondre avec la ville de Katsuura dans la préfecture de Chiba
Katsuura (勝浦町, Katsuura-chō) est un bourg du district de Katsuura, situé dans la préfecture de Tokushima, au Japon.

## Géographie

### Démographie
Au 1er mai 2015, la population de Katsuura s'élevait à 5 342 habitants répartis sur une superficie de 69,83 km2.